# ストリートファイターII MOVIE
『ストリートファイターII MOVIE』（ストリートファイターツー ムービー、STREET FIGHTER II MOVIE）は、アーケードゲーム『スーパーストリートファイターIIX』を原作としたアニメーション映画である。1994年8月6日公開。配給は東映。配給収入7億円。英語版タイトルは『Street Fighter II: The Animated Movie』。
また、このアニメ映画を基に、PlayStationとセガサターンで発売されたゲームソフトのタイトルでもある（ゲーム版の節を参照）。
本作のタイトルロゴは『スーパーストリートファイターII』の「SUPER」の部分を「MOVIE」に差し替えたものが採用されている。

## 概要
本作はオリジナルゲーム版の発売元であるカプコンの自社製作にて、家庭用版『スーパーストリートファイターII』の発売と併せて劇場公開された長編アニメーション映画。単館上映ながら配収7億円とスマッシュヒットを記録。篠原涼子の歌う挿入歌「恋しさと せつなさと 心強さと」もダブルミリオンセラーの大ヒットを記録している。
ストーリーには関わらないが、豪鬼が一瞬だけカメオ出演しており、後年1995年のアニメ『ストリートファイターII V』にもモブキャラクターに混じって背景に登場している。

## 製作
当初、監督は池田成と発表されて製作が進められたが、後にカプコンと揉めて池田が降板、カプコンも映画の製作に消極的となる。この事態に、アニメ制作を請け負い、既に資金も受け取っていたグループ・タックのプロデューサーだった藤田健は、製作の中止は会社の倒産に繋がると危惧して、旧知の間柄だった杉井ギサブローに「今回は杉井の映画とか一切忘れて、助けると思って。とにかくスタッフも全部残っているから引き受けてほしい」と後任の監督を打診する。
成り行きで監督を打診された杉井だったが、長年カプコンと付き合いのあったプロデューサーの今井賢一が『ストリートファイターII』（以下『ストII』）を何年もかけてアニメ化しようと、勝手に自分でホテルに籠って脚本を書いていることを聞き、珍しいプロデューサーだと興味を持つ。その後、今井と面会をするが、アニメ制作の猶予が残り半年しかなく、スタッフたちの契約も1年分しかないことを聞かされ、「バトル映画を半年で作れるわけねぇじゃねえか！」「そもそもアニメ映画を作るのに何で1年なんだ。僕なら最低で1年半。最初から1年の契約なのが根本的におかしい」と憤慨。それでも、グループ・タックを倒産させるわけにもいかず、監督を引き受ることになる。
杉井は通常の3倍のスタッフを集めて3班に分け、半年で30分アニメを3つ作って繋げて90分の映画にするという荒業で映画の制作を続行するが、半年も放置されたスタッフたちはすっかりやる気をなくしており、杉井は半年で映画を完成させるには追い込みをかけるしかないと全スタッフを集め、「オープニング、イントロだけでも作って、それをカプコンに見せることになってる。全員で徹夜して追い込みしてパイロットを上げろ。それが通ったら映画がOKになる」と大嘘をついて檄を飛ばした。
スタッフたちを騙す形で製作現場をフル稼働させた杉井だったが、一方で、アニメ素人の今井がホテルから送ってくる脚本はお世辞にも出来がいいとは呼べない代物で、杉井は3班に分かれた制作編成を統括しつつ、今井の送りつけた脚本の修正作業を同時に行うことを余儀なくされた。しかし修正を行うに当たり、そもそも杉井は『ストII』の知識が皆無であったため、本屋で働いていた元アニメ関係者で、ゲーム好きだった知人の遠藤卓司を業界に呼び戻して助監督に起用し、その遠藤の知人たちを介して『ストII』の世界観を勉強することにした。
実際のゲーム画面を見て、当時の粗いドット絵に「こんなのアニメにも何もならねぇよ」と頭を抱えた杉井だったが、遠藤や彼の知人たちが話す『ストII』のキャラクターの物語に面白さを感じ、「『ストII』好きがゲームをしながら脳内で創り上げた壮大な物語を杉井が映像化する」というコンセプトを思いつき、脚本の修正に活かすことにした。また、事前にカプコンから出された制作の条件は「『ストII』の全登場人物を技と共に出すこと」であり、それを全て映画でやるのは不可能だと考えていた杉井だったが、往年の東映や大映の正月企画で片岡千恵蔵や市川右太衛門の主演する時代劇映画とコンセプトは同じだと考え、今井に「今回ドラマみたいなことは一切考えずに、とにかくキャラクターのアクションで見せる。ドラマはみんな取っちゃうけどいいですか？」と持ち掛けて了承を貰い、そして脚本修正の過程でカプコンとのトラブルを避けるために、今井を通して「僕はアニメーションを何十年もやっていてその道のプロだ。僕はカプコンの人たちがゲームに関して何をやろうと一切言わないから、映画は俺の仕事だから口を出さないで欲しい」とカプコンへ啖呵を切ったところ、後日から一切のチェックがなくなり、事なきを得ることに成功した。
作画監督3人を1人ずつ配置させた3班編成のアニメ制作は功を奏し、とても半年で作ったとは思えないクオリティの高い作品が出来上がった。後日、映画を鑑賞したカプコンのスタッフから「監督はなんで自分たちがゲームに込めている想いをあんなに表現できるのか良くわからない」と言われ苦笑するしかなかったという。

## 制作
キャラクターデザイン
担当した村瀬修功によると、村瀬が関わる以前から複数の関係者によってアニメ用のデザインが描き起こされていたが、現行で発表されるゲームで設定されたデザインとの噛み合わせが悪く、ゲームとアニメのスタッフの双方が対立する様相を見せ始めたので、全くの無関係だった村瀬が招集され、デザインの仕上げを行うことになった。しかしこの時点では、デザインを起こすために必要な脚本や絵コンテはまだ完成しておらず、各キャラクターの表情の表現に踏み込めないまま、作業に入る必要に迫られたため、村瀬はカプコン側のデザイナーの意向に従う形で、当時の最新タイトルだった『スーパーストリートファイターIIX』のデザインを基に、従来のアニメキャラとは異なるコンセプトで作業を進めたが、現場が煮詰まっていたこともあって、村瀬が描いたラフ画が、1発でそのまま決定稿となってしまったという。村瀬は後に、「できることならもう1回ぐらい練り直したかった」と語って、満足には至らなかった心境を吐露している。また劇中後半で登場する入院中の春麗が着る病床コスチュームなど、制作が進んだ段階で新たに必要となったデザインに関しては、一部を総作画監督の大島康弘が担当している。
メカニックデザイン
ベガ専用VTOLは正式なデザインが存在せず、細部は各原画を担当するアニメーターに委ねられた。またダルシムとエドモンド本田が対戦するインドの登場車両は、植民地時代を反映して英国車ベースのデザインとなるなど、乗り物や銃器類に至るまで現実のリアルな設定で描き起こされた。
衣装コンセプト
監督の杉井は、『ストII』のゲームにおける美術的な魅力は、服装の異なる各国のキャラクターが、格闘家という共通項のみで集い、決まった衣装で所構わず闘うところにあるとして、開発スタッフたちが創り上げた世界観を映画で表現できないか検討した結果、春麗やケンなどの一部のキャラクターを除いて、キャラクターの衣装を固定し、不自然なまでに着替えさせないという演出を行った。これについて杉井は、理屈ではないとして、「道着で裸足のリュウが、格闘を終えてジーパンに履き替えると、そこでリュウでなくなっちゃう。僕の中では道着を着ているリュウで通したかった」と語り、プロデューサーや他のスタッフたちから「何で着替えないんだ」と揉めても譲らず、方針を貫き通した上で、この演出が劇中で気にならないよう、格闘の情感は敢えてリアルに仕上げるという仕掛けを施したという。
作画
クレジットでは、総作画監督を大島康弘、作画監督を江口摩吏介と前田実が明記されているが、実際の作業分担は、主役であるリュウとケンの作監を江口が、シャドルー関係者を前田が、インターポール関係者を大島が各々受け持ち、キャミィに関しては大島がほとんどの作監を担当している。総作監の大島は、武闘（アクション）監督の東海林真一が描いた絵コンテを基に、アクションが恰好よく見える描き方に拘り、同年に大張正己監督の『餓狼伝説 -THE MOTION PICTURE-』が公開されることが決定していたので、同じテイストにならないように気を配ったと述べている。
音楽
クレジットでは小室哲哉・鳥山雄司の連名になっているが、実際は劇伴のほとんどは鳥山が担当し、小室は「テーマソングを誰に手掛けてもらうか」の人選に務め、担当するアーティストが決まった後にもALPH LYLAのメインボーカル・BIG LIFEを率いる手島いさむに対して、「どの様な表現をするのか」について様々なアドバイスをした。
音響
本作の効果音は、監督の杉井の新しさを求めた拘りで、パターン化されたアニメらしい音ではなく、痛みを感じる生々しい質感の音が採用された。劇場での鑑賞用を前提に音作りがなされているため、杉井は「ビデオになったら（効果音の魅力は）半減するでしょう」と指摘している。
アフレコ
1994年7月2日（土）と3日（日）の2日間に亘って、東京都の西早稲田にあるアバコクリエイティブスタジオにてアフレコの収録が行われた。主要キャストの内、リュウ役の清水宏次朗とケン役の羽賀研二、春麗役の藤谷美紀、フェイロン役の船木誠勝、ベガ役の日下武史はマスコミへの宣材写真の撮影を兼ねて合同で収録を行った。1960年代から吹き替えなどでキャリアを重ねていた日下以外は、羽賀と藤谷が2度目、清水と船木は初めてのアフレコ収録であった。羽賀と藤谷は共に、格闘場面での擬音や叫びの芝居表現に苦労したと述懐し、藤谷は「台詞を言うとつい体が動いてしまう。格闘シーンでは力が入って眉間に皺が寄ってしまう」と、アフレコの難しさを吐露している。また清水は、収録の前日は緊張で眠れず、当日も顔出しとは勝手の違う芝居の表現に「生身でアクションするより難しかった」との感想を寄せている。
試写会
本作は公開日が中々決まらず、初号プリント完成記念の試写会を兼ねた披露宴は7月18日㈪に開催され、出演者である清水宏次朗、羽賀研二、船木誠勝、天本英世が登壇、監督の杉井ギサブローや音楽を担当した小室哲哉などが出席した。しかし披露宴に集まった報道陣の関心は、当時、梅宮アンナとの交際や借金問題で渦中にあった羽賀研二であり、記者会見での囲み取材では、羽賀に本作とは関係のない質問が集中する事態となった。

## アクション
本作では、実写のアクション監督に相当する武闘監督がクレジットされているが、制作陣の中に殺陣を理解できる者がおらず、唯一、空手の経験があった東海林真一（以下、東海林）が自ら志願して殺陣の絵コンテを担当した経緯があり、後付けで作られた役職である。監督の杉井ギサブローとの打ち合わせで、劇中内での戦闘シーンを全て異なるシチュエーションで描くことになり、殺陣は『ストII』のプレイヤーが鑑賞することを前提に、原作に登場する技をアクションの要所要所で披露する演出がなされた。また、物語の流れに併せて、殺陣の種類は小・中・大の3つに分割され、透過光を多用しない地味なアクションを重ねて最後にゲーム技を派手に描く構成の流れが組まれた。東海林は、殺陣のイメージを制作現場に周知させるため、映画『スパルタンX』のレーザーディスクを制作スタジオに持ち込み、ジャッキー・チェンとベニー・ユキーデが闘う場面を鑑賞させて、「ここまでやらないといけないんだ」と発破を掛けたという。東海林は本作の殺陣について、「タイミングと見栄の切り方が重要だった」と述べた上で、通常のアニメでの殺陣は、流パン（流線描写で高速感を演出した上で、PAN・横移動のカメラワークを行う技法）による主観移動になりがちだが、本作ではその演出技法をNGとして使用せず、アクションの絵コンテをより細かく描くことで、殺陣の動きをアニメーターたちに把握して貰うよう努めたという。
リュウ対サガット
監督の杉井曰く「一騎打ちみたいな闘い方」として描かれ、監督が交替してから最初に完成した劇中場面でもある。お互いの飛び道具は一撃必殺として一度きりしか使用されず、原作での打撃や投げ技を中心とした殺陣となっている。また闘いの流れは、『ストリートファイター』の結末を受けてサガットの胸に傷がついた因縁が、アレンジを加えて再現されている。物語の導入部であるため、「静けさの中での闘い」が演出として強調されており、台詞も絵コンテでは一切なかったが、完成した本編では、リュウが「波動拳！」と叫んで技を放つ→タイトルという流れに変更されている。この場面の絵コンテは、武闘監督の東海林も含めた複数の合作であり、議論を重ねながら作業が進められた。
リュウ対フェイロン
東海林曰く「一番肩に力が入って描いた」アクションであり、格闘家同士が仕切られた空間で闘う「格闘技の試合」として設定された。空手の経験者でなければ理解できない絵コンテであったため、制作現場で自ら空手の動きを披露して見せたが、アニメーターたちには中々理解できないギャップが生じたという。この場面での殺陣は、ボクシング的なワン・ツーの動きではなく、香港映画のアクションの動きである「突き」と「蹴り」だけでほぼ構成されており、絵コンテでは、「決め」と「タイミング」、「手足の動き」が細かく描き込まれている。劇中でのフェイロンは主に太極拳の挑掌や截拳道を駆使するが、合間に南拳や蟷螂拳の構えも披露している。一方のリュウは空手道を主体に、山嵐 (柔道)で相手の肩を外して一度は試合を決める技術を見せている。
ケン対サンダー・ホーク
監督の杉井曰く「一番ストリートファイトらしい闘い」であり、絵コンテでは本田対ダルシム戦の次に描かれる戦闘シーンだったが、劇中本編では順番が入れ替わっている。サンダー・ホークはプロレス技を主体として、トマホーク・バスターはショルダータックルのような描写になっているが、モンゴリアンチョップは両腕から繰り出して相手のブロックをサンドイッチ状態で崩す効果を見せている。対してケンは蹴りを主体として、倉庫の壁を利用した三角跳びからの二段蹴りと、着地後の屈伸反動を利用した昇竜拳→波動拳（未遂）で闘いを終える流れになるが、昇竜拳から波動拳の構え迄のカットは、後にこの場面をアーカイブ映像で視たベガが、リュウとケンが同門の弟子同士だと気づくための意図的な伏線の演出として、劇中冒頭でのリュウ対サガットの構図と同じものにされている。
エドモンド本田対ダルシム
監督の杉井曰く「賞金を懸けて闘う俗っぽいストリートファイト」であり、絵コンテではリュウ対フェイロン戦の次に描かれる戦闘シーンだったが、劇中本編ではケン対サンダー・ホーク戦と順番が入れ替わっている。この場面の殺陣は、ゲームの再現が演出として強調され、平行移動のアクションが主体となっている。原作の技もいくつか披露されているが、全体的にコミカルなアクション構成となっており、ダルシムに関しては技が控えめに表現され、絵コンテで描かれていた火を吐く描写も、本編では欠番となってカットされている。武闘監督の東海林は絵コンテには関わらず、作画監督を担当しており、ダルシムの動きにヌルっとした柔軟性を持たせるため、原画のタイミングを意図的に修正している。
春麗対バルログ
監督の杉井曰く「格闘より死闘に近い闘い」であり、監督とプロデューサー、そして武闘監督の三者三様の考えが凝縮されたアクションとなっている。当初の予定では、プロデューサーの発案で、春麗はバルログによって危機に陥り、物語から一時離脱する流れとなったが、一方的な凌辱紛いのアクション展開に、武闘監督の東海林が異を唱え、武闘家である春麗がバルログに圧倒されるイメージが思い浮かばないとして、春麗が不利な状況を物ともせず、強い意志と技でバルログを叩きのめす展開が新たに考案され、監督の杉井も賛同して絵コンテが描かれた。この場面ではシリアスな状況を考慮して、春麗のスピニングバードキックは床運動を応用した技にアレンジされ、その他の技も、バルログの技も含めてギャグにならないよう、細心の注意が払われている。アクションの合間に翻身棍や後掃腿、劈掛掌などの中国武術、小手返しなどの合気道も披露されたが、絵コンテでは描かれていたイズナドロップなど、一部の技は欠番扱いでカットされている。アクションの原画は岡田敏靖が担当している。
リュウ＆ケン対ベガ
香港映画を意識した奥行きのある殺陣が考案され、リュウとケンは基本的に「突き」と「蹴り」のアクション構成となったが、監督の杉井が魔王をイメージして造形した本作のベガには、高い蹴りや派手な技ができないという動きの制約があり、リュウとケンが交互に慌ただしく立ち回り、ベガがそれを仁王立ちで捌きながら肘打ちや掌打などで反撃する流れが組まれた。武闘監督の東海林が「コンテを切っている内に、リュウとケンが卑怯に思えてきた」と述懐するほど一方的な攻防にもかかわらず、杉井曰く「倒せない相手」として圧倒的な強さを誇るベガが、原作を凌駕する存在して描かれる事態となり、戦いの結末を巡って、「この程度でベガはやられない」「ベガが倒されないことには映画にならない」とスタッフ内で大揉めとなったため、脚本の準備稿でプロデューサーから提案されていた「双竜（ダブル）波動拳」をベガを倒す道具として杉井が設定し、東海林が絵コンテに落とし込むことで決着がなされた。杉井は事前に『ストII』を勉強した際、取材したゲーマーの1人から「本来1人ひとりで闘うのが『ストII』の精神で、2人がかりの双竜（ダブル）波動拳でベガを倒すのはその精神に反するのではないか」という意見を聴いていたが、ゲームでなく映画的な発想という観点から、敢えてゲーマーがNGとした双竜波動拳を演出として採用することにした。また、物語の場面としての纏まりをつけるため、主題歌として制作されていた『恋しさと せつなさと 心強さと』を挿入歌として使用することにしたという。この双竜波動拳はリュウとケンの呼吸が偶然合わさった産物であり、絵コンテの段階では、ケンの回想や気功法である立禅をする場面での師匠の台詞として、「陰陽極まって四像を生み……」「勝負を越えて倒さなければならない相手に（中略）真の波動拳が出せるかどうか」という一連の台詞が伏線として書かれていたが、本編ではその一部がカットされ、それに伴って陰陽の太極図で描かれていた双竜波動拳も、本編では巨大な光弾としての演出表現に変更された。

## 評価
杉井ギサブロー
池田成に替わって監督を引き受けた杉井ギサブローは、当時は文芸作品を立て続けに発表していたこともあって、当初は周囲から「杉井らしくない」との声が寄せられたが、虫プロダクションの『どろろ』や『悟空の大冒険』を監督したこともあり、アクション物を撮るのは珍しいことではないと前置きした上で、原作がゲームであることを踏まえ、本編は真剣に、なおかつ、映画館を出たら後腐れなく忘れられる日活の無国籍アクション映画のような、ドライな作風を心掛けたと語り、『ストII』の幅広い年齢層を考慮して、世代を超えた娯楽作品に仕上げることに腐心したと述べている。また、制作に関わったスタッフたちが、試写会で声を出して喜んでいたことに触れて、本作の制作には熱気があったと述懐して、監督としては想像に近い出来栄えで不満はあまりなかったが、効果エフェクトに個性を持たせる余裕がなく、「作画スタッフたちはもう少しやりたかったんじゃないかな」とも述べている。そして、本作がソフト化される際は、「映画のミニチュア版の香りを残してくれ」と、家庭で視聴する時も映画を観ている感覚が残るよう、編集に注文をつけたことを明かしている。最後に杉井は、本作について「小さい子供が誇らしげに親に解説できる、子供が威張れる映画ですからね。作って良かったと思うよ」と語って、製作に関わったことを肯定的に評価している。

## ストーリー
格闘家・リュウがサガットを打ち破ってから数年後。犯罪シンジケートシャドルーの魔の手が世界中に及び、各地でテロ活動などが相次いでいた。事態を重く見たインターポールはアメリカ空軍と協力し、シャドルーの壊滅作戦へと動き出す。一方、シャドルーの総帥たるベガは優れた格闘能力を持つ素体を見つけるために、「モニターサイボーグ」なるスパイロボットを各地へ配置していた。その最も有力な標的は、「自分より強い奴に会う」という目標を抱え、流転の旅を続けながらストリートファイトに励むリュウであった。

## 登場人物
リュウ
本作の主人公で日本のストリートファイター。寡黙な人物だが内は熱く、不器用ながらも優しさを見せる。トレードマークの赤いハチマキは修業時代にケンから譲り受けたものである。3年前にサガットを倒したことから、ベガに狙われることになるが、各地を転々としているので捕捉されなかった。流転の最中に出会った本田との修業中、ベガに洗脳されたケンと戦うが、やがて正気に戻ったケンと共にベガを倒す。
格闘スタイルは空手を基本に、作画の際は「蹴りを出す時は膝を先に出す」「次の蹴りに移る前に足を踏み変える」などの動きの型が設定された。
監督の杉井ギサブロー（以下、杉井）は、一番好きなキャラクターであると明かし、その理由について「何を考えているのか分からない、自分の体が呼んでいる前向きな天才型の武道家で、自分の潜在格闘能力の高さに気付いていない。自分自身が解っていないところかな」と語った上で、中国の山岳地帯で、風を相手にしながら寡黙に型稽古を続ける描写が、特にお気に入りであると述べている。
ファーストネームの「R」がロゴ装飾されたジャケットやTシャツを着た洋装デザインが考案されていたが、上述の通り、監督の杉井の意向で採用されなかった。何れも修行時代にケンから譲られた赤いハチマキを身につける共通点が存在していた。
ケン
リュウの同門で、親友でありライバルの関係にある。リュウとは逆に明るい性格で、アメリカで有名なストリートファイターになっているが、リュウとの決着を望みながらも再会できずにいることから、ストリートファイターを引退し、イライザと結婚しようとする。しかし、その直後にベガに敗北して洗脳される。洗脳状態でリュウと戦うが、正気に戻った後、リュウとのタッグでベガを撃破した。
本作ではポルシェ・911を愛車としている。
格闘スタイルは空手を基本としつつ、突きは拳闘、蹴りは前蹴りなど、テコンドーなど複数の格闘技を組み合わせており、有効な動きを自身に合わせて柔軟に採り入れる、ケンの性格を反映した合理的な型となっている。
監督の杉井は、本作のケンは秀才型の武道家であり、自分の格闘能力が良く見えている人物で、武道に対する哲学も解り易いと述べている。
本作でケンの声を担当した羽賀研二は、本作の前年に公開されたディズニーアニメ『アラジン』に続いてアフレコは2度目だったが、格闘場面で技を叫ぶ難しさなどの苦労を語ると共に、ケンがクォーターである設定を自身の出自に重ね合わせて共感したことや、リュウ役の清水宏次朗と親友であることに触れた上で、「宏次朗は渋く硬派なキャラ、僕は甘いムードのキャラ、その対比がリュウとケンに上手く滲み出ていれば良いと思います」と述べている。
春麗
インターポールの捜査官。父の仇であるベガの打倒を誓いながらも、復讐心だけでなく、シャドルーから世界を守るためにも、米軍と協力して、ガイルを説得する。バルログとの戦いで重傷を負うが、シャドルー壊滅後に意識を取り戻し、ガイルと抱擁している。劇中ではシャワーシーンも存在する。
キャラクターデザインを担当した村瀬修功によると、最初に描いた春麗の足の太さを巡って、製作プロデューサーから「もう少し可愛く描くように」と注文が入ったが、ゲームのキャラクターデザインを担当したあきまんから「ただのカワイコちゃんじゃなくて、本当に真剣に武道をやっていて、強いんだ。だからこんな細い足ではない」と、強い要求があったため、その方が面白いと村瀬が応じた結果、太い足のバランスを持つデザインになったという。また人気が出るキャラクターにしてほしいという要求も製作側からあったが、村瀬は「何だこいつは？といった感じの方が良い」と感じて、止まっている時より動いている時が映えるキャラクター作りを目指したという。
総作画監督を担当した大島康弘は、春麗については、現場のスタッフたちよりプロデューサーや監督の方が拘っていたと明かした上で、明るい部分を持つキャラクターにしてほしいという要求があったものの、原作のゲーム中で発生する勝利描写について、キャハハッと可愛く振る舞った後に「世界中の男どもは私にひれ伏すのよ」と真顔で語る一連の流れが、ギャグなのか否か判断がつかず、本作の劇中で、どこまでギャグ描写を入れるべきか真剣に悩み、後の取材で「やはりちょっと浮いてしまったのかな？と。力不足もあってファンもゲームのキャラのスタッフの方には不満な点もあったと思います」と反省の弁を述べ、制作側から「もうちょっと可愛らしい人気の出そうなキャラにしてほしい」と注文された結果、「（村瀬さんの）設定よりも、ちょっと僕の絵になってしまったかなと思いますね」と語っている。また、物語終盤の病室場面の原画を担当した吉本拓二も、ガイルとの絡みをどこまでコミカルにするか判断がつかないまま作業を行い、公開後に「初めから（表情を）オーバーにしておけば良かった」と反省の言葉を述べた上で、原画の修正を行った総作監の大島に対して、謝罪と感謝のコメントを寄せている。
春麗のアクションについて、武闘監督の東海林真一は「北拳でもなければ南拳でもない。截拳道ではフェイロンと被ってしまう」と語り、メジャーなキャラクターでありながらアクションはイメージが掴みづらいとして、そのまま表現すればギャグになってしまうスピニングバードキックは、シリアスな状況で使用することを鑑みて相当のアレンジを加えるなど、殺陣全般に配慮と慎重さが求められたと述べている。一方で「イメージさえ掴めれば、割と応用が利くキャラクターである」として、南拳を使えば多少お堅いアクションに、北拳であれば武器を用いた華やかなアクションが作れると指摘している。
ガイル
アメリカ空軍の軍人で階級は少佐。親友ナッシュの仇であるベガを1人で倒そうとしているためインターポールとの共闘を拒むが、同じようにベガへの復讐心を抱きながらも世界を守らんとする春麗の説得に心打たれ、インターポールに協力。シャドルーがケンを連れ去ったことを知るとリュウに接触し、現地でベガと交戦するも敗北。シャドルー壊滅後、春麗と勝利の喜びを分かち合う。
本作ではライト・パターソン空軍基地の所属となっている。また、原作の設定を踏襲して、フォード・マスタング・シェルビーGT350のインディブルーカラーを愛車にしている。
格闘スタイルは、海外の軍隊が採用している近接格闘術を基本に構成されている。
本作でガイルの声を担当した津嘉山正種は、オファーが来るまで原作のゲームを全く知らなかったが、当時、中学2年生だった息子から「ぜひやって欲しい」と要望されて、引き受けることにしたという。津嘉山は「（プレイヤーにとっての）『ストII』とは、力強さや逞しさへの憧れの象徴なのでしょう」と好意的なコメントを寄せ、ガイルを演じるに当たっては、「超人も一皮剝けば、血も出るし、優しさも愛を感じる心もある人間である」というコンセプトを心掛け、本作を鑑賞の際は「ゲームでは見られない新たな一面を発見して欲しい」と語っている。
エドモンド本田
リュウと同じく、日本のストリートファイター。インドでリュウと出会い、彼の修行に付き合う最中、バイソンと対決。バイソンと共に崖下に落下してしまうもリュウとケンがベガを倒した直後、ガイルとバイソンを担いで現れた。
ダルシム
インドのヨガ戦士。現地で本田と対戦し、ヨガの力で本田を追い詰めるも近くにいたリュウの秘めた力に気を取られているところを本田に反撃されて降参する。
ブランカ
ブラジルの野生児。シャドルーのカジノでザンギエフと対戦する。
ザンギエフ
ロシアのプロレスラー。シャドルーのカジノでブランカと対戦する。
フェイロン
人気アクションスターでストリートファイター。蘇州でリュウと対戦・敗北。リュウがサガットを倒した伝説の人物であることを思い出した後、リュウにサガットがシャドルーに加わったことを伝える。
本作で声を担当した船木誠勝は、当初は「素人が作品の質を下げてはいけない」と断りを入れたものの、プロデューサーの今井から「フェイロンは船木でやってもらいたい」と説得されて出演することになる。しかし事前にリハーサル用のビデオや台本を受け取るも勝手が分からず、収録当日もアフレコ用に仮描きされた吹き出しテロップのクレジット中にアテるタイミングが理解できず、悪戦苦闘する破目となる。中でも船木を戸惑わせたのは、担当するフェイロンがブルース・リーをモデルに造型されたキャラクター故に、怪鳥音を再現して演じることに恥ずかしさを覚え、当日は開き直りで収録に臨んだという。
ディージェイ
ミュージシャンでもあるストリートファイター。自分の音楽にケチをつけたストリートギャングを叩きのめした後、春麗とガイルから「シャドルーに狙われているので気をつけろ」と忠告される。最初は笑うも近くにいるモニターサイボーグの存在を知らされると考えを改める。
ディージェイが登場する場面の原画は、加野晃が担当している。
サンダー・ホーク
メキシコのストリートファイター。本作ではベガとの因縁が描かれていない。
強い相手を求め、武闘家の意地と名誉のためにアメリカの港町でケンに挑戦。ケンが最初はストリートファイターを引退する気でいたことから優位に立つもサンダー・ホークの力に心動かされたケンの反撃の昇竜拳で敗北。波動拳でトドメを刺されそうになるが中断される。ケンの同門であるリュウの名も噂で聞いていた。
キャミィ
英国情報部の一員。ベガの洗脳により、過去3年間の記憶を奪われており、要人暗殺のための殺人兵器と化す。
麻薬撲滅運動の指導者であったセラーズ法務大臣の暗殺を成功させながらも暗殺直後、VIPに拘束。春麗に取り調べを受けるが洗脳中の記憶を失っていた。
絵コンテでは、弾ける笑顔を見せながら暗殺を実行する描写だったが、本編では、無表情気味に口元の笑みを見せる描写に変更されている。
イライザ
ケンの恋人。ケンからのプロポーズに戸惑いながらも「考えておく」と告げる。エピローグではリュウと会話を交わすケンを迎えに来た。
本作で初めて詳細な設定が作られた。劇中では3シーンしか登場しないが、衣装が全て異なり、シーンに応じて3種類描かれている。最終決戦後のケンと合流する場面では、当初、サファリジャケットにデニムのショートパンツ姿でデザインされていたが、タイトスカートに変更されている。
師匠
リュウとケンの師匠。声のみの登場。後年の作品でリュウたちの師匠の名は「剛拳」と明らかになっているが、本作では名前は出ていない。
豪鬼
インドのカルカッタでのワンシーンに登場。
インドの少女
リュウがインド・カルカッタで遭遇した少女。病気の母親と2人暮らし。ミルクを買って帰る途中、リュウとぶつかってミルクをこぼし、リュウから与えられた金でミルクを再度購入する。余った金を返しに行く途中、シャドルーの暗殺者とぶつかって倒れながらもリュウに金を返し、彼に見送られながら病院に搬送された。
後に発売されたゲーム『CAPCOM FIGHTING Jam』にて、リュウがミッドナイトブリスを受けるとこの少女の姿になる。
仙王
蘇州の闘技場で、フェイロン戦を前にリュウと対戦した男。手下2人に命じて、観戦していたリュウを場内に突き出すことに成功するも、頭突き一発で倒されてしまった。
マイク・バイソン
シャドルーのメンバー。元はプロボクサーだったが凶暴な性格からボクシング界を追放された過去を持つ。
ベガとケンと共にリュウの許に赴いた際、本田と対決、両者もみ合って崖に転落するが本田に助けられる。
本作では原作を意識した衣装（グローブは未着用）は対本田戦のみで、それ以外ではアーミーズボンやタキシードを着用するなど、四天王の中では劇中での衣装バリエーションが一番多い。
バルログ
シャドルーのメンバー。元はスペインの格闘家で狂える毒蛇の異名を持つ。ベガの命により春麗と対決するが、優位に立ちながらも、気力で勝る春麗の猛攻に押され、最後は春麗の両足蹴りでマンションの下に落下し、敗北した後に逮捕される。
監督の杉井は、原作であるゲームにおける美術的表現を高く評価しており、一例として、バルログステージにて、手前に対戦するキャラクターを置き、背景にフラメンコを踊るダンサーたちを配置する構図を絶賛している。
サガット
シャドルーのメンバー。元はタイの格闘家でムエタイの王者。オープニングにてリュウに昇龍拳を受けて胸に傷を負って敗北する。
リュウに敗北したことが切っ掛けでシャドルーに加わり、リュウとの再戦を望むもベガに却下されたうえにバルログとキャミィの始末を命じられる。以降の出番はないために消息は不明。
格闘スタイルは、当初はゲーム設定を踏襲してムエタイを主体とし、ゲーム動作を意識した作画参考用の原画も描かれたが、サガットの体格を考慮するとフットワークが軽く見えるとして採用されず、劇中でムエタイらしい動きを披露することはなかった。
原作順守の衣装は冒頭での対リュウ戦のみであり、以降の劇中では本作用に描き起こされたズボンを着用していた。
科学者
シャドルーに所属する科学者で小柄な老人。開発したサイボーグをベガに紹介し、ベガの命令でリュウを発見するためにモニターサイボーグを大量に製造する。シャドルー科学陣でもトップクラスの頭脳を誇り、ベガからの信頼も厚い。
モニターサイボーグ
超高性能コンピューターを装備しており、世界各地に配置されている。入手したデータは通信衛星を経由してシャドルー総司令部のコンピューターに転送されている。
監督の杉井は、本作で本格的に採り入れられたCG処理に着目し、コンピュータグラフィックスも一つのキャラクターとして本編に参加しているとして、モニターサイボーグを本作のオリジナルキャラクターとして造形したという。
ダンサー
バイソンが仕切るラスベガスの高級ホテルに雇われていたショーダンサー。シャドルーのロゴが入った帽子を被り、過激なボンデージ衣装を身に着けてパーティ会場の客人を持て成すシーンが絵コンテに描かれ、大島康弘による詳細な設定画も用意されていたが、未登場に終わった。
ベガ
シャドルーの総帥。優秀なストリートファイターをサイコパワーと専用の装置で洗脳することで暗殺者に仕立て上げており、リュウも配下に加えようと画策する。リュウとケンのタッグが復活した際には「武闘家として相手してやる」と宣言すると、マントを脱ぎ去り、サイコパワーを駆使して二対一の戦いを展開する。互角以上の力を見せるも、最後はリュウとケンの双竜波動拳にサイコパワーのガードが間に合わず、吹き飛ばされてVTOLと衝突して爆発に巻き込まれる。しかしエピローグでは、トラックに乗ってリュウに襲い掛かり、それをリュウが迎え撃つシーンでエンディングに入る。
監督の杉井によると、話の展開と制作スケジュールの都合で、ベガやシャドルー関連の場面がいくつかカットされており、中でも砂漠の軍事基地で、自らの野望を演説にて語る場面は、「人間の力は、正義や愛ではなく、邪悪な精神のみに宿る」という、彼なりの信念や哲学が語られる重要な部分であったが、絵コンテへ起こす際にシナリオからカットされたため、杉井の判断で、洗脳したケンを伴ってリュウたちの前に現れた際、リュウと合流していたガイルに向けて語る台詞の中に一部が再現されている。また、本作でベガの声を担当した日下武史も、本作でのベガの哲学に共感しており、「現実って結構そうですよね。そういう人間の本質に迫ったドラマの面白さもあるんです」と語っている。
杉井はベガのサイコパワーについて、「この世に悪が広がれば広がるほど強くなるという性格を持たせたかった」と語り、ゲーム内では単なる格闘家だったベガを、邪悪な精神の集大成にして、一種の信仰的なものを持った悪の象徴として登場させることにしたという。
エピローグで、トラックを運転するベガがリュウに襲い掛かるシーンについて、杉井は「ベガを殺したくなかった」と語り、ベガは本来、リュウとケンの二人がかりでも敵わず、倒されもしない存在の筈だとして、伏線用に、物語冒頭でのリュウ対サガット戦でトラックを登場させる予定が没になった結果だと述べた上で、「普通ならリュウの歩くカットで終わりですよね。あれで終わりたくなかったんですよ、マジになっちゃうので」と、ゲームが原作であることを強調するために、冗談みたいな演出で物語を〆たかったことを明かしている。また、あの終わり方は続編を作るための予告では？という考察の声が一部から上がったが、杉井は「あのトラックの続きで始まったら、ダサくて面白いよね（笑）」と一蹴している。

## キャスト
- リュウ - 清水宏次朗
- ケン - 羽賀研二
- 春麗 - 藤谷美紀
- ガイル - 津嘉山正種
- フェイロン - 船木誠勝（パンクラス）
- ディージェイ - 松尾銀三
- サンダー・ホーク - 飯塚昭三
- キャミィ - 佐々木庸子
- エドモンド本田 - 郷里大輔
- ダルシム - 岸野幸正
- ブランカ - 石塚運昇
- ザンギエフ - 金尾哲夫
- 老人 - 大塚周夫
- バルログ - 塩沢兼人
- サガット - 笹岡繁蔵
- バイソン - 中田譲治
- イライザ - 鶴ひろみ
- 司会 - 長沢政義
- 師匠 - 天本英世
- 少女 - 豊嶋真千子
- 兵士A - 幸野善之
- 男C - 増谷康紀
- 電話の声 - 大本眞基子
- VTOL操縦士 - 私市淳
- ベガ - 日下武史

## スタッフ
- 製作総指揮：辻本憲三
- 製作・原案・設定：カプコン
- 監督：杉井ギサブロー
- 脚本：今井賢一、杉井ギサブロー
- キャラクターデザイン：村瀬修功
- 総作画監督：大島康弘
- 作画監督：前田実、江口摩吏介
- 絵コンテ：東海林真一、もりたけし、香川豊、小林治、辻伸一、杉井ギサブロー
- 作画監督補：佐藤正樹、加野晃
- ビジュアルエフェクトアニメーション：今掛勇
- 武闘監督：東海林真一
- コンピューターアニメーション：前田庸生
- 美術監督：松岡聡
- 色彩設計：歌川律子
- 撮影監督：枝光弘明
- 編集：古川雅士（J.S.E）
- 音響監督：田代敦巳
- 音楽：小室哲哉、鳥山雄司
- 音楽プロデューサー：百瀬慶一
- 音楽コーディネーター：吉見佑子
- 音響効果：東洋音響カモメ、齋藤昌利、中村佳央
- 録音スタジオ：アバコクリエイティブスタジオ
- 現像：IMAGICA
- 製作アドバイザー：野崎裕司、ポール・ハッシー
- 格闘技アドバイザー：石井和義、アンディ・フグ
- 監督補：はしもとなおと
- プロデューサー補：西村大志
- アニメーションプロデューサー：藤田健（グループ・タック）、佐藤郁夫（スタジオガゼル）
- 助監督：遠藤卓司
- 制作協力：スタジオガゼル
- 脚本協力：沢田謙也、久保地美晴、愛知拳
- 協力：日本長期信用銀行、I&S、正道会館
- 製作協力：ソニー・ミュージックエンタテインメント
- アニメーション制作：グループ・タック
- プロデュース：SEDIC
- プロデューサー：今井賢一
- 配給：東映

## 主題歌・挿入歌など
主題歌
「恋しさと せつなさと 心強さと」（歌：篠原涼子 with t.komuro）
挿入歌
「CRY」（歌：BIG LIFE）
「傷つきながら熱くなれ」（ALPH-LYLA）
エンディングテーマ
「GooD-LucK」（歌：篠原涼子 with t.komuro）

## 関連商品

### 書籍
映画原作 ストリートファイターII
1994年8月に小学館てんとう虫コミックススペシャルから発売。坂井孝行の作画によるコミカライズ作品。
劇場アニメーション ストリートファイターII
1994年8月に小学館から発売。本作を再編集したフィルムコミック。
映画 ストリートファイターII
1994年9月に小学館スーパークエスト文庫から発売。著：富田祐弘、イラスト：坂井孝行、原作：カプコンによるノベライズ作品。
STREET FIGHTER II MOVIE 映画資料全集
1994年10月に小学館から発売。キャラクターや背景の設定画・原画、レイアウトなどを収録。
映画「ストリートファイターII」 華麗なる春麗の世界
1994年11月に徳間書店から発売。春麗を中心とした描き下ろしセルアート、映画の名場面集、設定・原画集、監督インタビューなどを収録。
完全保存版 ストリートファイターII ザ・ムービー パーフェクトアルバム
1994年11月に講談社から発売。キャラクター設定画、ストーリー紹介、監督インタビュー、絵コンテ集などを収録。
STREET FIGHTER II MOVIE 絵コンテ集
1994年12月にムービックから発売。

### その他
カードダス ストリートファイターIIスペシャル
バンダイから1994年発売。「スーパーストリートファイターII X」とのセット。劇中の場面が描かれていた。
ハイパーストリートファイターII 〜アニバーサリーエディション〜
PlayStation 2版に映像特典として本編映像が収録されている。ただしゲームソフトの一部としての収録のため、春麗のヌードシーンなどはソニーのガイドラインに沿って編集されている。

## 映像ソフト
VHS/LD（廃盤）は1995年にソニー・ミュージックエンタテインメント、DVDは2000年にSMEビジュアルワークス（現：アニプレックス）よりそれぞれ発売。本編のほか劇場予告/関連商品告知なども収録。DVDのみ1995年にVHSで発売された「ストリートファイター2 ザ・ヒストリー」が映像特典で収録。
2003年12月18日（木曜日）に発売された『ハイパーストリートファイターII -The Anniversary Edition-』にもおまけとして収録されている（CEROはC）。
Blu-rayは2016年にDiscotek Mediaより北米正規版にて発売。日本語/英語同時収録の他、劇中スコアのみといった音声も収録。本編はVHS/LD/DVDではエンドロール後に切れていた『STREET FIGHTER』の字幕告知も収録した劇場公開オリジナル版をHDリマスターで初ソフト化。劇場予告や下記ゲーム用オリジナルムービー、設定資料なども映像特典にて収録。2020年時点日本国内未発売。
2018年カプコンより日本国内各社の映像ストリーミングサービスにてHDリマスター版を配信開始。

## ゲーム版
『ストリートファイターII ムービー』として、1995年12月15日にPlayStationで、1996年3月15日にセガサターンで、それぞれカプコンから発売された。当初は3DO版も発売される予定だったが、発売中止となった。なお、アーケードゲームの『ストリートファイター ザ・ムービー』とは別物。
プレイヤーは闇の秘密結社「シャドルー」が開発したモニターサイボーグに戦闘能力を身に付けさせた新型のバトルサイボーグを操り、アニメ映画を基にしたムービー映像から、世界中の格闘家たちの戦いの様子を「サーチ」してその能力を成長させ、最終的に伝説の格闘家「リュウ」と対決するのが目的。サーチに成功すると、例えば蹴り技を繰り出しているシーンならば「キック」の能力が上昇するなど、場面に対応した能力を自動的に抽出し成長していく。1ステージ中でサーチできる回数には制限があり、残り回数が0になるとそのステージ内ではそれ以上記録できなくなる。
育成シミュレーションゲームのように進行させていくが、リュウとの対決時のみ対戦型格闘ゲームのように実際に戦うことになる。『スーパーストリートファイターII X』と同じくスーパーコンボゲージの存在するバトルシステムで、それまでに成長させた能力によって、実際にサイボーグを使用した時の性能に影響が出る。サイボーグの必殺技は「波動拳」、「昇龍拳」、「竜巻旋風脚」、スーパーコンボの「昇龍裂破」が使用可能と、ケン・マスターズの技構成がベースとなっている。
育成したサイボーグの能力はセーブデータとパスワードで記録され、リュウの仮想イメージとの模擬戦や、パスワードによるサイボーグ同士の2P対戦も可能となっている。
この他、映画に登場したキャラクターたちのデータを見られる設定資料モードも搭載している。